# نیکولا بالدو
نیکولا بالدو (انگلیسی: Nicolas Baldo؛ زادهٔ ۱۰ ژوئن ۱۹۸۴ ‏(۴۰ سال)) دوچرخه‌سوار اهل فرانسه است.
از باشگاه‌هایی که در آن بازی کرده‌است می‌توان به روت–آکروس و سن میشل–اوبر۹۳ اشاره کرد.